# Вотяков, Сергей Леонидович
Серге́й Леони́дович Вотяко́в (род. 5 мая 1950, Свердловск, СССР) — советский и российский учёный-материаловед. Заведующий лабораторией физико-химических методов анализа Института геологии и геохимии им. А. Н. Заварицкого УрО РАН. Доктор геолого-минералогических наук, академик РАН (2011, h-индекс в РИНЦ на момент избрания 6); член-корреспондент с 2003 (h-индекс в РИНЦ на момент избрания 3).  Заслуженный деятель науки Российской Федерации (2011).

## Биография
В 1973 году окончил физико-технический факультет Уральского политехнического института. Учился в аспирантуре института. В 1976 году я защитил кандидатскую диссертацию (руководители профессор Паригорий Суетин, доцент Леонид Новиков).
Работает Уральском государственном университете им. А. М. Горького — профессор кафедры общей и молекулярной физики физического факультета.
Член Президиума УрО РАН. Член редколлегии журнала «Литосфера», сопредседатель Комиссии по кристаллохимии, рентгенографии и спектроскопии минералов Российского минералогического общества.
Область научных интересов: Физика минералов, спектроскопия и кристаллохимия.

## Семья
Жена — Н. Ю. Осипова, дочь академика Ю. С. Осипова, бывшего Президента РАН (1991—2013).
- сын, внуки и внучка.

## Живопись
С 1992 года занимается живописью.
В 2012 году был издан каталог его живописных и графических работ. Участник художественных выставок в Екатеринбурге, «Музы в храме науки» в Москве, в Златоусте и Миассе.
Персональные выставки проходили в Екатеринбурге в Уральском государственном университете и Уральской государственной медицинской академии, в Доме мира и дружбы, в Доме ученых и в Конституционном суде Свердловской области.

## Награды
- Заслуженный деятель науки Российской Федерации (18 октября 2011 года) — за большие заслуги в научной деятельности[4].
- Благодарность Президента Российской Федерации (5 февраля 2024 года) — за заслуги в развитии отечественной науки, многолетнюю плодотворную деятельность и в связи с 300-летием со дня основания Российской академии наук[5].